# Иосифидис, Кириакос
Кириакос Иосифидис (род. 1985) — греческий самбист и дзюдоист, серебряный призёр первенства мира по самбо среди юниоров 2005 года, бронзовый призёр чемпионатов Греции по дзюдо 2003—2005 годов, бронзовый призёр чемпионата Европы по самбо 2005 года, бронзовый призёр чемпионата мира по самбо 2003 года в Санкт-Петербурге. По самбо выступал в первой средней весовой категории (до 82 кг).

## Спортивные результаты
- Чемпионат Греции по дзюдо 2003 года —  (до 81 кг);
- Чемпионат Греции по дзюдо 2004 года —  (до 81 кг);
- Чемпионат Греции по дзюдо 2005 года —  (до 81 кг);
- Чемпионат Греции по дзюдо 2005 года —  (абсолютная категория);